# Rathcroghan Chaos
Il Rathcroghan Chaos è una struttura geologica della superficie di Europa.